# 1171
| [ Edytuj tabelę ]                |                                                               |
| Książę Małopolski                | - 1146 Bolesław IV Kędzierzawy 1173                           |
| Książę Wielkopolski              | - 1138 Mieszko III Stary 1177                                 |
| Król Angkoru                     | - 1165 Tribhuwanaditjawarman 1177                             |
| Król Anglii                      | - 1154 Henryk II 1189                                         |
| Król Aragonii i hrabia Barcelony | - 1164 Alfons II Aragoński 1196                               |
| Książę Bawarii                   | - 1156 Henryk XII Lew 1180                                    |
| Margrabia Brandenburgii          | - 1170 Otto I 1184                                            |
| Książę Burgundii                 | - 1162 Hugo III 1192                                          |
| Cesarz Bizancjum                 | - 1143 Manuel I Komnen 1180                                   |
| Cesarz Chin                      | - 1162 Song Xiaozong 1189                                     |
| Książę Czech                     | - 1140 Władysław II 1172                                      |
| Król Danii                       | - 1157 Waldemar I Wielki 1182                                 |
| Władca Egiptu                    | - 1160 Al-Adid 1171 - 1171 Saladyn 1193                       |
| Król Francji                     | - 1137 Ludwik VII Młody 1180                                  |
| Król Gruzji                      | - 1156 Jerzy III 1184                                         |
| Hrabia Holandii                  | - 1157 Floris III 1190                                        |
| Cesarz Japonii                   | - 1168 Takakura 1180                                          |
| Kalif                            | - 1170 Al-Mustadhi 1180                                       |
| Król Kastylii                    | - 1158 Alfons VIII Szlachetny 1214                            |
| Wielki książę Kijowa             | - 1170 Gleb Jurijewicz 1171                                   |
| Patriarcha Konstantynopola       | - 1170 Michał III z Anchialos 1177                            |
| Władca Korei                     | - 1170 Myŏngjong 1197                                         |
| Król Leónu                       | - 1157 Ferdynand II 1188                                      |
| Kalif Maroka                     | - 1163 Abu Jusuf I 1184                                       |
| Król Nawarry                     | - 1150 Sancho VI 1194                                         |
| Król Norwegii                    | - 1161 Magnus V 1184                                          |
| Hrabia Palatynatu                | - 1155 Konrad Hohenstauf 1195                                 |
| Papież                           | - 1159 Aleksander III 1181 - 1168 antypapież Kalikst III 1178 |
| Król Portugalii                  | - 1139 Alfons I 1185                                          |
| Sułtan Rumu                      | - 1156 Kilidż Arslan II 1192                                  |
| Książę Rusi halickiej            | - 1153 Jarosław Ośmiomysł 1187                                |
| Cesarz Rzymski (niemiecki)       | - 1155 Fryderyk I Barbarossa 1190                             |
| Książę Saksonii                  | - 1142 Henryk Lew 1180                                        |
| Król Szkocji                     | - 1165 Wilhelm I 1214                                         |
| Król Szwecji                     | - 1167 Kol Sverkersson 1173                                   |
| Doża Wenecji                     | - 1156 Vitale II Michiel 1172                                 |
| Król Węgier                      | - 1163 Stefan III 1172                                        |

Rok 1171 / MCLXXI
stulecia: XI wiek ~
XII wiek ~
XIII wiek

lata: 1161 «
1166 «
1167 «
1168 «
1169 «
1170 «
1171
» 1172
» 1173
» 1174
» 1175
» 1176
» 1181

## Wydarzenia na świecie
- Azja
  - Obalenie kalifatu Fatymidów przez Saladyna
- Europa
  - podbój Irlandii przez króla Angielskiego Henryka II Plantageneta[1].

## Urodzili się
- Alfons IX, król Leónu (zm. 1230)

## Zmarli
- 20 stycznia – Gleb Jurijewicz, książę kurska (ur. ?)
- 20 lutego – Conan IV Młodszy, książę Bretanii (ur. 1138)
- data dzienna nieznana:
  - Narathu, król Birmy (ur. 1118)